# Herbert Kofler
Herbert Kofler (* 14. Mai 1949 in Linz, Österreich; † 14. März 2019 ebenda) war Steuerberater sowie Inhaber zahlreicher Mandate in privaten und öffentlichen Unternehmen. Bis zu seinem vorzeitigen Ruhestand im März 2011 war er Professor der Betriebswirtschaftslehre an der Universität Klagenfurt. 

## Leben
Herbert Kofler studierte an der Johannes Kepler Universität Linz Betriebswirtschaft. 1986 nahm er einen Ruf an die Universität Klagenfurt an und konnte 1991 nach Rufen an andere Universitäten (innerhalb und außerhalb Österreichs) nur durch Intervention des damaligen Bundesministers für Wissenschaft und Forschung, Erhard Busek, in Klagenfurt gehalten werden. Kofler war Autor bzw. Herausgeber von rund 20 Fachbüchern und Verfasser von mehr als 100 Beiträgen in Sammelwerken auf den Gebieten des Finanz- und Steuerwesens.
Von 2002 bis 2007 war Kofler Mitglied im Generalrat der österreichischen Nationalbank. Ferner war er Leiter der Steuerreformkommission, die unter seinem ehemaligen Doktoranden, dem früheren Finanzminister Karl-Heinz Grasser die österreichische Steuerreform der Jahre 2004/05 als bis dahin umfangreichste in der Geschichte der zweiten Republik mit einem Volumen von rund drei Milliarden Euro erarbeitet hat.
Im Jahr 2007 wurde Kofler von der Zeitschrift „Industriemagazin“ auf Platz 31 der 1000 Top-Führungskräfte Österreichs gewählt.
Im Oktober 2008 wurde er zum Aufsichtsratsvorsitzenden der börsennotierten Immofinanz AG und zum stellvertretenden Aufsichtsratsvorsitzenden der Immoeast AG berufen.
2009 wurde Kofler von Bundespräsident Heinz Fischer und Wissenschaftsminister Johannes Hahn das Große Silberne Ehrenzeichen für Verdienste um die Republik Österreich verliehen. Seit dem gleichen Jahr war er Honorarprofessor an der Universität Rijeka.

## Privates
Herbert Kofler war verheiratet und hatte zwei Söhne, den Professor für Steuerrecht Georg Kofler, sowie den Physiker Johannes Kofler.